# Naja pallida
Naja pallida (czerwona kobra plująca) – gatunek jadowitego węża z rodziny zdradnicowatych (Elapidae). Osiąga 2 m długości. Grzbiet jednolicie brązowy, spód żółtawy. Występuje od Etiopii, Dżibuti i Somalii przez Kenię po północną Tanzanię; prawdopodobnie także we wschodnim Sudanie Południowym. Stare stwierdzenia Naja pallida z Egiptu i innych krajów północnej Afryki dotyczą opisanego w 2003 roku Naja nubiae.